# Tossinola breviterebra
Tossinola breviterebra là một loài tò vò trong họ Ichneumonidae.